# Saarländische Notarkammer
Die Saarländische Notarkammer ist eine Körperschaft im Saarland für den Bezirk des OLG Saarbrücken, in der die Notare des Saarlandes organisiert sind. Die Berufskammer hat ihren Sitz in Homburg.

## Leitung
Die Notarkammer wird von dem Präsidenten Volker Kawohl und dem Vizepräsidenten Martin Kretzer geleitet.